# حمدان أبو عنجة
حمدان أبو عَنْجَة هو واحد من أشهر القادة العسكريين في الدولة المهدية بالسودان في الربع الأخير من القرن التاسع عشر. وقد شارك في أكثر من موقعة وعملية عسكرية خاضتها جيوش المهدية ضد القوات المصرية التركية والبريطانية وانتصرت فيها، ومن بينها معركة شيكان وتحرير مدينة الأبيض وسقوط الخرطوم.

## اسمه بالكامل ونسبه
هو حمدان بن أحمد سعد الدين بن عزالدين أبو عايشة بن حامد ولقبه أبو عنجة. وكان جده لأبيه عزالدين داعية إسلامي، وشيخاً يدير ويدرس في خلوة تضم عدداً من الدارسين لعلوم القرآن والشريعة الإسلامية. وكان يقيم في منطقة العباسية تقلي وشركيلا بجنوب كردفان، بعد أن هاجرت اسرته إليها من دار حمر بشمال كردفان، حيث تزوج جده بإبنة المك جيلي بن المك آدم أم دبالو من منطقة جبال النوبة الشرقية.
تنتمي اسرة حمدان إلي قبيلة الحمر العساكر، فرع القشيمات، وفخذ أولاد معلي، وعشيرة عتام. ووالدته هي السيدة أم جدين بنت نعمة. وثمة قول آخر شائع ينسب حمدان إلى قبيلة المندلة إحدى قبائل جبال النوبة في جنوب كردفان.

## زواجه وأبنائه
الراجح أن حمدان قد تزوج بعدد من النساء في عدة أماكن بالسودان بعضها في موطنه الأصلي بمنطقة دار حمر وأبو زبد في كردفان، والبعض الآخر في دارفور و في النيل الأزرق في سنجة وفي كسلا والقضارف بمنطقة دوكة والقلابات وفي إريتريا في منطقة كرن وتسني، وذلك من واقع تعدد العائلات والأسر في تلك المناطق التي أعلنت انتسابها إليه.
وزوجته الأولى هي السيدة أم الحسن بنت الفكي منفل من قرية الدواك جنوب شرق مدينة النهود، وانجبت له أبنه الأكبر أحمد الذي ولد في منطقة القضارف وابنه الثاني الهادي حمدان وقد كانت أم الحسن تتنقل مع زوجها في ميادين القتال في كردفان وأم درمان إبان الثورة المهدية. وأستشهد للأمير حمدان عدد من أعمامه في حروب الثورة المهدية مع الأحباش في القلابات وداخل الأراضي الحبشية.
وتزوج حمدان زوجته الثانية من قبيلة المسيرية الزرق، من منطقة لقاوة بجنوب كردفان وأنجبت له إبنتان هما ألوال وأم كنان.

## إيمانه بالمهدي والمهدية
كان حمدان أبو عنجة من أوائل الذين بايعوا الأمام محمد أحمد المهدي، في جبل قدير بجنوب كردفان، بأنه المهدي المنتظر وخليفة رسول الله، وربما يعود ذلك إلى انتمائه إلى اسرة متدينة وتلقيه لتربية دينية ونشأته وسط دعاة الدين من أعمامه وأبناء عمومته. وقد حظي أبو عنجة بسبب شجاعته في القتال وولائه المطلق للمهدية بثقة المهدي وخليفته عبد الله التعايشي وتقديرهما له، وظل على ولائه لهما حتى وفاته.

## نشاطه العسكري
شارك الأمير حمدان أبو عنجة في معظم حروب المهدية منذ بداية الثورة المهدية، فقاتل في معركة شيكان وجبال النوبة والخرطوم. وفي عهد الخليفة عبد الله تسلم حمدان قيادة المجاهدين، وهي قوات مدربة ومسلحة بالسلاح الناري وكانت تضم بعض جنود الحكم التركي من السودانيين، كما كان حمدان أميراً في شرق السودان وفي كل من جبهة إريتريا والقلابات والتي أصبح عاملاً لها. وعرف عن أبو عنجة مهارته في استعمال السلاح الناري ورمي الرماح كما كان بارعاً في التخطيط للحروب الخاطفة و حروب العصابات ومطاردة فلول العدو وتكتيك الكرّ والفرّ، لكن ذلك لا يعني أنه لم يتعرض لبعض الإخفاقات كما حدث له في حملاته في جبال النوبة. «كان وجود أبو عنجة في المنطقة يردع كل من كان ينوي التمرد أو الخروج على طاعة المهدية وخليفتها عبد الله التعايشي، وما أن يغادر حمدان حتى وتبرز المعارضة النشطة، كما حدث في جبال النوبة»، يقول وينجيت في كتابه،«عشر سنوات من الأسر في معسكر المهدي، 1882-1892».

### دوره في معركة شيكان
كانت معركة شيكان نقطة تحول مهمة في تاريخ الثورة المهدية، فقد زادت من قوة المهدي المادية بحصوله على السلاح الناري ورفعت روح أنصاره المعنوية وزادت من رعب وتخبط اعدائه فقد كان الخديوي توفيق باشا وحكومته قد عقدوا العزم على سحق المهدي الذي أخذ نفوذه يتعاظم في غرب السودان، وتم تنظيم حملة عسكرية تتكون من 13 ألف جندي بقيادة ضابط بريطاني هو وليام هكس باشا لملاقاة المهدي في مديرية كردفان، فسارت القوة من الخرطوم إلى مدينة الأبيض عاصمة كردفان. استعد المهدي للمواجهة وأختار غابة شيكان القريبة من الأبيض مكاناً لها وكلف أكفأ قادة جيشه بالمشاركة فيها وعلى رأسهم الأمير حمدان أبوعنجة وفي يوم 5 نوفمبر / تشرين الثاني سنة 1883 م، وصل هكس باشا وجيشه منهوك القوى يعاني من العطش بعد ان تم هجر القرى وردم الآبار التي في طريقه واختلف قادته في طريقة التعامل مع ما هم مقبلون عليه من مصير. ووقعت المعركة وابيدت فيها القوة برمتها إلا قليلاً من افرادها تم أسرهم وكان من بين القتلى هكس باشا نفسه واركان حرب جيشه، واظهرت المعركة براعة أبو عنجة في استخدام السلاح ومهارته القتالية. وكان دوره قصف قوات هكس بالليل في عملية عرفت بليلة حمدان وذلك عشية يوم الأحد 4 نوفمبر / تشرين الثاني 1883 م لكسر روحها القتالية. بعد شيكان توالت انتصارات المهدية وانسحبت مصر الخديوية من السودان.

### قمع التمرد في جبال النوبة
بدأ حمدان حملاته في جبال النوبة بجيش كان يبلغ تعداده 15 ألف رجل تدعمه مدافع جبلية ويحمل بعض افراده بنادق الرمنتون وهاجم أبو عنجة تقريباً جبال النوبة كلها، وكان ناجحاً في معظم حملاته ما عدا بعض الانتكاسات القليلة، وعندما لجأ المتمردون إلى الأماكن الوعرة في الجبال للاحتماء بها لاحقهم أبو عنجة وقام بتمشيط المنطقة حتى قضى عليهم، كما قام بفرض حصار محكم على بعضها كما في جبل دري بمنطقة الكواليب وسانده في الحملة كل من الأمير عبد الرحمن النجومي وعبد الله ود إبراهيم الذي اخضع جبل الداير و تلودي والليري وبرتي.

### سقوط الخرطوم
قاد الأمير حمدان أبو عنجة هجوما مباغتاً على أم درمان واستولى على حصونها الأرضية المعروفة بالطوابي (المفرد طابية وهي استحكامات دفاعية أرضية) في المنطقة التي يجري فيها واد موسمي يعرف حالياً بخور أبوعنجة في مركز مدينة ام درمان. وتذكر بعض الروايات بأن غوردون باشا حاكم السودان (1833 - 1885م) الذي كان محاصراً في الخرطوم من قبل المهدي زرع الغاماً لمنع تقدم جيش المهدي نحو الخرطوم واقتحام قصره. ولم يدرك الأنصار كيفية التخلص من الألغام حتى اقترح حمدان إطلاق قطيع من الإبقار في المكان حتى تنفجر المفرقعات وتحدث ثغرة يمكن أن يمر من خلالها الأنصار إلى اهدافهم.

## مواجهة خالد ود زقل في بارا
كان الأمير خالد زقل، وهو من الأشراف اقرباء محمد أحمد المهدي ، قد استولى على جميع مناطق دارفور عام 1884 م، واصبح حاكماً لها، تحت إمرة المهدي، فلما توفى المهدي وجاهر الأشراف، بمعارضتهم لتولي الخليفة عبد الله التعايشي زمام الحكم ودخلوا معه في صراع سياسي، اراد الخليفة عزل قادتهم وتجريدهم من قوتهم فاستدعى الأمير زقل إلى أم درمان. تحرك زقل بجيشه متجهاً إلى عاصمة المهدية أم درمان، ولكن الخليفة خاف من أن يصل زقل بجيشه وسلاحه، ويشكل بذلك سنداً لخصومه من الأشراف، فطلب من الأمير ابوعنجة التحرك نحو مدينة الأبيض لاعتقال زقل. تجاوز الأمير زقل مدينة الأبيض الواقعة في الطريق بين دار فور وأم درمان وتعقبه أبوعنجة حتى لحق به في بلدة بارا وحاصره هناك حتى استسلم. فتم اعتقاله واقتياده إلى أم درمان.

## استقبال المنتصر في أم درمان
أرسل الخليفة عبد الله تعليماته إلى أبو عنجة للعودة إلى أم درمان خلال احتفالات عيد الأضحى، وفي الوقت نفسه أمر بحشد الأتباع من مناطق الجزيرة والنيل الأبيض للتجمع في أم درمان للمشاركة في استعراض كبير يقام بمناسبة تكريم أبو عنجة، الذي كان قد تحرك مع قواته وسلك أقصر الطرق إليها عبر قرى تيارة، وشطة، وام صادق، حتى يصل إلى أم درمان في وقت قصير. وكان حديث المدينة كله عن أبو عنجة وانتصارات جيشه.
وصل أبو عنجة إلى أم درمان مع جيش كبير يصل عدده إلى 31 ألف جندي منهم 10 آلاف، على الأقل، يحملون بنادق الرمنتون وعسكر في أطرافها الشمالية، وقد استقبله الخليفة بحفاوة بالغة وتم ترتيب استقبال كبير له في المدينة. وفي الفجر تحركت القوة كلها إلى داخل أم درمان ورحب بها السكان وزعماؤهم. وبعد بضعة أيام تم تنظيم عرض عسكري كبير في منطقة كرري، شمال المدينة واطلقت المدافع طلقات الترحيب وعُزفت الموسيقى والطبول الأناشيد الحماسية «لقد كان حقا مشهد مؤثراً .. امتلأت الساحة بالحشود.. وكانت الرايات بمختلف أشكالها وألوانها ورموزها ترفرف في الهواء .. وأشعة الشمس تنعكس متلألئة من عدد لا يحصى من رؤوس الرماح. وقدم الدراويش عروضاً بجلابيبهم المرقعة الألوان حول ضريح المهدي الذي تعلو قبته فوق المدينة، تؤكد للمحاربين بعونه الخارق لهم. لقد كان عبد الله في ذروة مجده وقوته» قال ونستون تشرشل في كتابه حرب النهر واصفاً حفاوة إستقبال أبوعنجة.
وبعد الاحتفال بعيد الأضحى تم إرسال أبو عنجة إلى القلابات مع جيشه مدعوماً بتعزيزات عسكرية كبيرة من أم درمان.

## حرب القلابات واحتلال غوندار

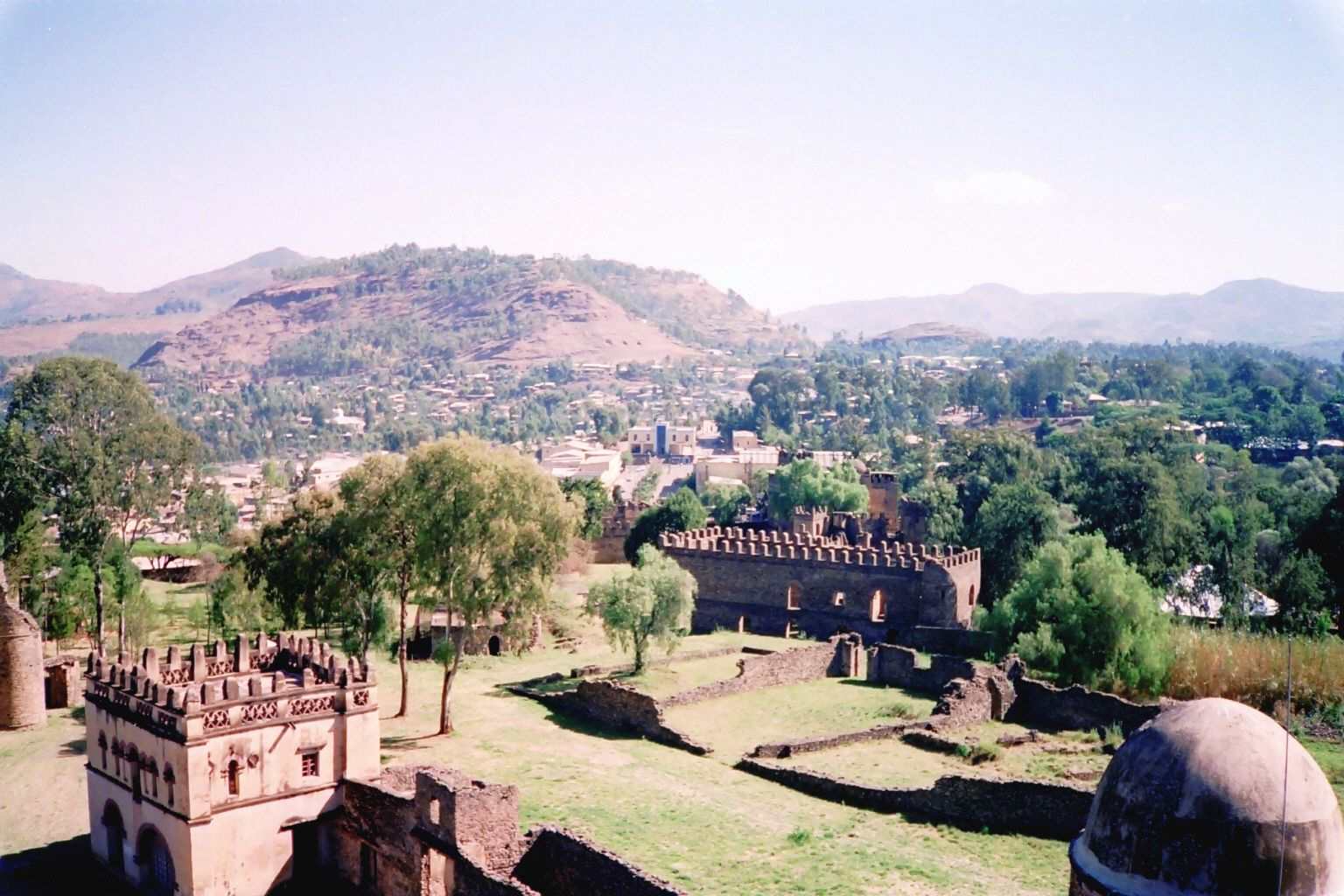
غوندار،آثار المدينة القديمة

فور وصوله إلى القلابات ارسل أبو عنجة رسالة من الخليفة إلى الإمبراطور يوهانس الرابع يطلب فيها تسليمه بعض المارقين على حكم الخليفة ووقف اعتداءاته على بلاد السودان. ولما لم يتلق الرد ألقى خطبة حماسية على جيشه وخرج من القلابات تاركاً خلفه الأمير عبد الله ود إبراهيم لحمايتها، ومتوغلاً في أراضي ملك الحبشة وبعد مسيرة تسعة أيام. أو ستة أيام  في بعض المصادر، شاهد أبو عنجة القوة الحبشية ترابط في منطقة سار واها، بأعداد كبيرة يقودها الرأس عدال تكلي هيمانوت ملك اقليم غوجام التابع لإمبراطورية الحبشة، ويعاونه الرأس أرأيا سيلاسي، ابن الإمبراطور يوهانس، والرأس ميكئيل، والرأس ألولا، وصالح شلانقا زعيم الهوسا في القلابات قبل المهدية الذي هرب إلى الحبشة. ووصف أبو عنجة ضخامة الجيش في خطابه إلى الخليفة قائلاً «إذ هم من كثرتهم لا أول لهم يُعرَف ولا آخر يُوصَف ... فابتدرونا ضرباً بمدافعهم الأربعة بمسافة لا يصلها الرمنتون لزعمهم أننا نقف مكاننا ونناوشهم مناوشة. وما زالو كذلك ونحن زاحفون عليهم.. وشرعنا في ضربهم بغاية الحزم وشدة العزم». وتمثلت خطته في ضربهم بالسلاح الناري لإرباكهم واستنزاف ذخيرتهم، لتبدأ بعد ذلك عملية الاقتحام والالتحام الكبرى بالسيوف والرماح. وتمكن بذلك من إيقاع هزيمة كبيرة بهم في 18 يناير / كانون الثاني سنة 1888 م، واستولى على كل ما كان في معسكرهم من خيام و بغال واسلحة وتموين وأسر منهم عدداً كبيراً من بينهم أحد أبناء الرأس عدال فأصبح الطريق أمامه مفتوحاً لدخول غندار العاصمة التاريخية للحبشة. ولما دخلها أُعجِبَ الأنصار بما شاهدوه فيها من عمران. فقال حمدان مخاطباً الخليفة في رسالته: «دخلنا قُندر ( غندار) يوم الإثنين وجُلنا فيها يميناً وشمالاً فأعجبنا بما شاهدناه من القصور الشامخات».، لكن المقام لم يطب له طويلاً في غندار لأن رداءة الطقس من برودة شديدة وإمطار غزيرة ووعورة الأرض الجبلية اجبرته على العودة إلى القلابات ولم يستكمل زحفه نحو العاصمة الحبشية الرسمية ميكلي في إقليم التيغراي وملاقاة الأمبراطور يوهانس الرابع، وهو دور قام به خليفته الأمير الزاكي طمل.

## دوره السياسي
تمثل الحروب التي خاضها الأمير حمدان أبو عنجة أهم معالم تاريخ الدولة المهدية في الفترة 1887 - 1889 وعايش أبو عنجة أخصب العهود في السياسة الخارجية لدولة المهدية حينما وصلت جيوشها إلى أبعد نقطة لها خارج حدود السودان في الحبشة وإريتريا. وذكر مؤرخون بإن أبو عنجة كان شخصية لامعة ونشطة يتنقل بين دارفور وكردوفان وكسلا وأم درمان، وقد ساهم في صياغة وتنفيذ سياسة الخليفة تجاه الحبشة حيث رفض مبادرة التعاون التي طرحها الإمبراطور يوهانس لمواجهة خطر التكالب الإستعماري على المنطقة من قبل بريطانيا وفرنسا وبلجيكا، ما لم يدخل في الإسلام ويتخلي عن دعوته للخليفة بدخول النصرانية ويقوم بتسليم الفارين من المهدية. وكانت رسائل حمدان إلى قادة الحبشة العسكريين لا تختلف في شكلها ومضمونها عن رسائل الخليفة إلى ملوكهم.

## وفاته
الشائع أن حمدان أبو عنجة مات بشكل مفاجيء خلال الحرب التي كان يقودها على الجبهة الشرقية بالسودان في عهد الخليفة عبد الله التعايشي في سنة 1888 م، بعد اصابته بمرض ألم به، قيل إنه الكوليرا أو التيفود، وذكر آخرون إن الوفاة كانت نتيجة تناوله جرعات كبيرة من الأدوية البلدية بغرض العلاج من المرض. وكان موته ضربة مؤلمة وفقداً عظيماً للخليفة عبد الله التعايشي. وحزن عليه كثيرون. ودفن في القلابات، الجزء الإثيوبي، ( المتمة الإثيوبية حالياً )، وخلفه في القيادة الأمير ود علي، وأمتعض الجنود والأهالي على تولي الأمير ود علي القيادة حتى وصل ذلك إلى مسامع الخليفة الذي أرسل القاضي أحمد لترتيب اختيار من يقبله الناس، وبعد مشاورات عديدة تم اختيار الزاكي طمل وجرى تقسيم الجيش إلى أربعة أقسام فرعية يقود أحدها الأمير ود علي.
وقد رثاه محمد المجذوب ابن الشيخ الطاهر بقصيدة قال فيها:
حمدان أنك طالما سمت العدى ذلاً
وذكرك في المحافل يرفعُ
ما وجهت رايات نصرك وجهة
إلا وبالظفر المؤكد ترجع
فلك الهنا بلقاء ربك شاهراً
سيف الجهاد وكل قرمٍ تقمع
فسحائب الرضوان تغشى تربة
ضمتك ما نجم يغيب ويطلع
هناك عدة أماكن جغرافية في السودان تحمل حالياً اسم أبو عنجة ومنها وادي خور أبو عنجة، وحي أبوعنجة في مدينة أم درمان، وجبل أبو عنجة في ولاية شمال كردفان ووادي أبو عنجة في ولاية نهر النيل.

## اختلاف الآراء حول شخصيته
اختلفت الآراء وتضاربت حول تقييم شخصية حمدان تماماً كاختلافها في أصله ونسبه وصفاته البدنية شأنه في ذلك شأن الكثيرين من رجال المهدية وقادتها البارزين، ففي حين وصفه البعض بأنه كان رجلاً قصير القامة كبير الجمجمة و«نصف تعايشي» من حيث النسب، يصفه بعض من ينتسبون إليه بأنه كان طويل القامة يميل لون بشرته إلى السواد قوي البنية الجسمانية.
 وتحدث خصوم المهدية ونقادها عن قسوته وعن المجازر التي ارتكبها في مناطق كجبال النوبة والحبشة وضد الأشراف - أقرباء المهدي -،
وبعض زعماء القبائل والعشائر التي لم تمتثل لأوامر الخليفة مثل قتله للشيخ مادبو، زعيم الرزيقات عندما كان مقبوضاً عليه بأمر الخليفة لعدم إذعانه لأمر أستدعائه إلى أم درمان. إلا أن الآراء التي تتحدث عنه بإيجابية تفند ذلك وتشير إلى أن من حاربهم حمدان كانوا أشد قسوة وأكثر فتكا بخصومهم، وكان من غير الممكن التساهل معهم، فالجهادية السود الذين احتموا بجبال النوبة كانوا معروفون بقساوتهم وضراوتهم حتى أن المهدي طلب عدم اشراكهم في الهجوم على الخرطوم خشية أن يعيثوا فيها فسادا، تماما بما قاموا به في كسلا عندما تمردوا على الحكم التركي المصري ونهبوا المدينة وقتلوا كل من صادفهم في الطريق. وأما الأحباش الذين حاربهم أبو عنجة فقد كانوا يغيرون على القلابات والبلدات الحدودية الأخرى يحرقون البيوت ويسبون النساء ويسترقون الرجال باعتبارهم كفرة لا يؤمنون بالثالوث المقدس ويوفرون الملاذ للهاربين من خصوم دولة المهدية أمثال صالح بيه، والفكي مضوي، والشيخ الجيلي. ووفقاً لهذا الرأي فإن أبو عنجة كان على نقيض ذلك، فقد كان قائدا حليماً حين أمر بعدم قتل أبن القائد الحبشي الرأس عدال تكلي هيمانوت عندما أسره وطلب نقله إلى القلابات ومعاملته بأحسن معاملة. وقد شهد له بهذه الصفة سلاطين باشا أسير المهدية، في كتابه السيف والنار، الذي ذكر بأن حمدان طلب من الخليفة معاملته معاملة تليق بمكانته العسكرية الرفيعة السابقة. كما أنه لم يعامل الأمير خالد زقل، عندما أعتقله تنفيذاً لأوامر الخليفة، معاملة سيئة رغم أن هذا الأخير كان قد أساء إليه. في كتابه المنقول عن مخطوطات الأب جوزيب أروالدر، بعنوان عشر سنوات من الأسر في معسكر المهدي، والذي نشر في مجلة «السودان في رسائل ومدونات»، الصادرة عام 1937 م، وصف وينجيت الأمير حمدان بأنه كان من أكثر قادة المهدية كرماً وذكاء. فحكى عنه قصة المرأة التي جاءت تشكو إليه من رجل سرق كل ما عندها من حليب وشربه، استدعى حمدان الرجل الذي أنكر التهمة، ومع تمسك المرأة بدعواها قال لها حمدان سيتم افراغ معدة الرجل مما في داخلها، فإن لم يخرج منها حليب فإن مصيرها سيكون الإعدام. وافقت المرأة على الحكم وتحمل الرجل معاناة افراغ معدته حتى ظهرت عصارة الحليب.
وعلى أية حال فإن الآراء لم تكن مختلفة كما يبدو في أن حمدان أبو عنجة كان شخصية تتمتع بخصال مثل الشجاعة والكرم والجرأة والذكاء وكذلك الشدة والقسوة ولكنها اختلفت في طبيعة تلك القسوة وفي ضحاياها ففي حين يرى فريق بأنها كانت أمراً ضرورياً لضمان بقاء الدولة المهدية والقضاء على أعدائها بدون هوادة يرى الفريق الآخر بأنها طالت أبرياء ونابعة عن تعصب شديد للمهدية.